# Ô Paradis
Ô Paradis és un grup de pop-folk experimental creat pel cantant i compositor Demian Recio a Barcelona cap a finals dels anys 90.
És un grup nascut com un projecte en solitari de Recio, en el qual músics convidats itinerants hi van entrant i sortint. Els més coneguts inclouen a en Jürgen Weber i Frl. Tost de Nový Svět, en Gerhard Petak d'Allerseelen, o a l'artista anglesa Val Denham; però també ha col·laborat amb músics catalans com Escama Serrada o Circe. Probablement és per la conjuminació entre aquestes connexions i una atmosfera marcadament mediterrània que Ô Paradis gaudeix d'una creixent popularitat entre els fans del neofolk i de la música industrial en els països germànics, convertint-lo en una rara avis del món de la música.

## Discografia[7]
Àlbums
- 2001 - Ensueños (El Círculo)
- 2002 - Reinos (El Círculo)
- 2003 - Entre Siempre Y Jamás Suben Las Mareas, Duermen Las Ciudades [en col·laboració amb Nový Svět] (The Nekofutschata Musick Cabaret)
- 2003 - Serpiente De Luna, Serpiente De Sol (Aorta)
- 2005 - Destello De Estrellas En La Frente [en col·laboració amb Nový Svět] (Punch Records)
- 2005 - La Boca Del Infierno (Punch Records)
- 2006 - Las Nubes Que Mueren (Punch Records)
- 2007 - Cuando El Tiempo Sopla (Punch Records)
- 2008 - Pequeñas Canciones De Amor (Tourette Records)
- 2009 - La Corte Del Rey Pescador / La Reina Está Mala [en colaboración con Escama Serrada] (Tourette Records)
- 2009 - Initium Dolorum  [encol·laboració amb Elli Riehl] (Wirres Geäst)
- 2011 - Nos Cœurs Expulsés [en col·laboració amb Nature Morte] (Disques de Lapin)
- 2011 - El Mismo Hombre (Disques de Lapin)
- 2011 - Transform Thyself [encol·laboració amb Val Denham] (Hau Ruck!)
- 2011 - Carreteras (Old Europa Cafe)
- 2012 - Mi Viejo Trono (La Nébuleuse Pourpre)
- 2012 - Personas (Old Europa Cafe)
- 2013 - Los Olvidados (Autre Que)
- 2014 - Nacimiento (Disques de Lapin)
- 2015 - Llega el amor, asoma la muerte (Dark Vinyl Records)

Singles y EPs
- 2003 - Siento Sensación / Guerra [en col·laboració amb Nový Svět] (The Nekofutschata Musick Cabaret)
- 2003 - Funke / El Astro Rey [compartit amb Allerseelen] (Aorta)
- 2004 - Desterrado (Klanggalerie)
- 2004 - Sin [compartit amb Totenlieder] (Old Europa Cafe)
- 2005 - El Juego Negro (Autre Que)